# Andries Staalman
Andries Popke Staalman (Hellevoetsluis, 2 november 1858 - Driebergen, 6 maart 1938) was een Nederlands politicus.
Staalman was werkzaam in Den Helder onder meer als uitgever en journalist en dé belangenbehartiger van dienstplichtigen en van het lagere marine-personeel. Hij zette zich ook in voor de vissersweduwen. Bij tussentijdse verkiezingen in 1894 stelde hij zich in zijn kiesdistrict Den Helder op de valreep kandidaat namens de ARP. Door enorme steun vanuit zijn eigen district werd hij tot Tweede Kamerlid gekozen, op dat moment het jongste. Hij nam echter niet namens de ARP zitting, maar werd een eenmansfractie. Hij brak met de ARP en richtte een nieuwe partij op, de CDP. In 1897 werd hij opnieuw tot Kamerlid gekozen. Staalman voerde in 1917 in het district Den Helder een felle verkiezingsstrijd met de jeugdige Oud, die hem toen versloeg. In de periode 1918-1922 was hij Tweede Kamerlid voor de CDP. In deze tijd heeft hij onderzoek gedaan naar de arbeidsomstandigheden in de bruinkoolwinning in Zuid-Limburg. Louisegroeve I en II op de Graetheide scoorden hierop het slechtste.
Hij overleed op 79-jarige leeftijd.